# Liste der Monuments historiques in Écouflant
Die Liste der Monuments historiques in Écouflant führt die Monuments historiques in der französischen Gemeinde Écouflant auf.

## Liste der Bauwerke
| Bezeichnung           | Beschreibung                                                  | Standort                        | Kennzeichnung | Schutzstatus | Datum | Bild |
| --------------------- | ------------------------------------------------------------- | ------------------------------- | ------------- | ------------ | ----- | ---- |
| Château de Beuzon     | Kapelle des abgegangenen Schlosses, erbaut im 16. Jahrhundert | 4, route de la Chapelle (Lage)  | PA00109096    | Inscrit      | 1969  |      |
| Logis de Bellebranche | Haus, erbaut im 15. Jahrhundert                               | 6. place de Bellebranche (Lage) | PA00109097    | Inscrit      | 1975  |      |